# Ганс фон Фалькенштайн
Барон Ганс Генріх Юстус Юліус фон Фалькенштайн (нім. Hans Heinrich Justus Julius Freiherr von Falkenstein; 12 вересня 1893, Дрезден — 30 жовтня 1980, Ганновер) — німецький воєначальник, генерал-лейтенант вермахту (1 листопада 1943). Кавалер Німецького хреста в золоті.

## Біографія
Син генерал-майора Саксонської армії барона Юліуса фон Фалькенштайна. В 1912 року вступив в Саксонську армію. Учасник Першої світової війни. 30 серпня 1918 року взятий в полон британськими військами. 26 жовтня 1919 року звільнений. Після демобілізації армії залишений в рейхсвері. З 12 жовтня 1937 року — командир 7-го кулеметного батальйону, з 10 січня 1940 року — 103-го піхотного полку 24-ї піхотної дивізії, з 20 грудня 1941 по 8 листопада 1942 року — 14-ї стрілецької бригади 14-ї танкової дивізії. З 1 по 16 листопада 1942 року виконував обов'язки командира своєї дивізії, після чого пройшов курс командира дивізії. З 22 лютого 1943 року — командир 707-ї, з 25 квітня по 30 листопада 1943 року — 45-ї, з 28 лютого по 5 червня 1944 року — 24-ї піхотної дивізії. З 1 серпня 1944 року — інспектор інспекції поповнення Дрездена. 7 травня 1945 року взятий в полон радянськими військами. 10 жовтня 1955 року звільнений.

## Нагороди
- Залізний хрест
  - 2-го класу (6 жовтня 1914)
  - 1-го класу (6 грудня 1916)
- Хрест «За заслуги у війні» (Саксен-Мейнінген) (10 квітня 1915)
- Орден Альберта (Саксонія), лицарський хрест 2-го класу з мечами (24 травня 1915)
- Письмова подяка (30 липня 1917)
- Військовий орден Святого Генріха, лицарський хрест (2 грудня 1917)
- Орден Заслуг (Саксонія), лицарський хрест 2-го класу з мечами (1 вересня 1918)
- Почесний хрест ветерана війни з мечами (30 жовтня 1934)
- Медаль «За вислугу років у Вермахті»
  - 4-го, 3-го і 2-го класу (18 років; 2 жовтня 1936) — отримав 3 нагороди одночасно.
  - 1-го класу (25 років; 19 березня 1937)
- Почесний знак Німецького Червоного Хреста, хрест заслуг (7 вересня 1938)
- Застібка до Залізного хреста
  - 2-го класу (24 вересня 1939)
  - 1-го класу (22 червня 1940)
- Німецький хрест в золоті (15 листопада 1941)
- Медаль «За зимову кампанію на Сході 1941/42» (19 серпня 1942)